# 南禅寺街道
南禅寺街道，是中华人民共和国江苏省无锡市梁溪区下辖的一个乡镇级行政单位。2021年10月20日，撤销南禅寺街道、清名桥街道、金匮街道，设立新的清名桥街道。

## 行政区划
南禅寺街道下辖以下地区：
长街社区、塘南新村社区、南苑社区、妙光塔社区、槐古桥社区、风光里社区、柴机三区社区、谈渡桥社区、新江南社区和家乐花园社区。